# Vitraliul „Gustul Vinului”
Vitraliul „Gustul Vinului” este un vitraliu amplasat în incinta A.Ș.P. „Vierul” din orașul Chișinău – în prezent Institutul Științifico-Practic de Horticultură și Tehnologii Alimentare (Viticultură și Vinificație). Este un fost monument de artă de însemnătate națională, exclus din Registrul monumentelor ocrotite de stat din Republica Moldova în 2018.
A fost executat de artistul moldovean Filimon Hămuraru în 1980, din sticlă color îmbinată cu plumb.
Reprezintă un geam care desparte două spații în clădirea Institutului „Vierul”, fiind amplasat în spațiul prozaic al unei scări ce duce la etaj. Este conceput pentru iluminarea naturală. Compoziția relevă principiile vitraliului clasic și este realizată într-o cheie narativă și simbolico-alegorică. În partea stângă a vitraliului este reprezentată o figură masculină cu un strugure în mâna dreaptă și un pahar în mâna stângă. Figura feminină din jumătatea dreaptă toarnă vin dintr-un ulcior țărănesc tradițional. Culorile dominante sunt roșu, albastru și verde.
Potrivit lui Evgheni Barașkov, autorul unei monografii despre Filimon Hămuraru, vitraliul „Gustul Vinului” suferă de o imperfecțiune tehnologică din cauza folosirii unor fâșii înguste de metal la conturul mâinilor, ochilor și altor detalii importante, ceea ce a dus la fărâmițarea compoziției, la scindarea ei în fragmente terne și nesemnificative, scheletul de metal intrând „agresiv” în structura operei.